# Sułówek (województwo lubuskie)
Sułówek – osada leśna w Polsce, położona w województwie lubuskim, w powiecie słubickim, w gminie Słubice.

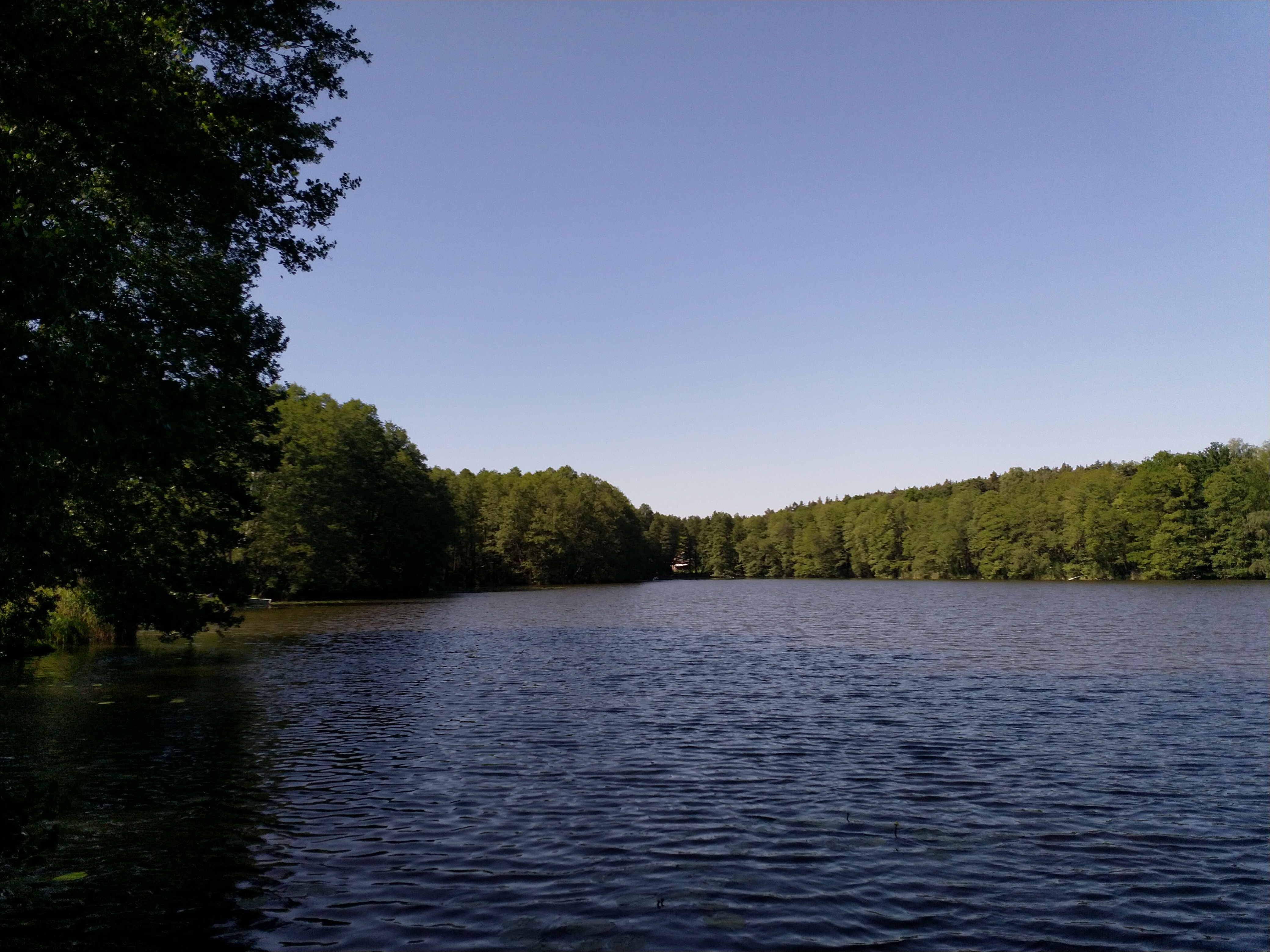
Jezioro Sułek w Sułówku

W latach 1975–1998 miejscowość położona była w województwie gorzowskim.
Osada położona jest nad jeziorem Sułek i rzeką Lisia przy drodze lokalnej Sułówek – Zielony Bór.